# Карш, Фердинанд
Фердинанд Карш (нем. Ferdinand Karsch) — немецкий энтомолог и автор статей по гомосексуальному поведению животных.

## Биография
Карш родился в 1853 году в Мюнстере в семье преподавателя высшей школы и энтомолога Антона Карша. После учёбы в Мюнстере Карш пошёл по стопам отца и начал изучать энтомологию и получил докторскую степень в Университете Фридриха Вильгельма. Затем Карш работал ассистентом в Зоологическом музее естествознания в Берлине. Затем в 1881 году он получил должность в Сельскохозяйственном институте Берлина. Карш опубликовал каталог пауков Вестфалии. Он был также издателем специализированных журналов «Berliner Entomologische Nachrichten» и «Entomologischen Zeitschrift».
Наряду со своей профессиональной деятельностью энтомолога, Карш написал множество статей по гомосексуальному поведению у животных, которые он опубликовывал сначала в специализированном журнале Магнуса Хиршфельда «Jahrbuch für sexuelle Zwischenstufen». В своей статье «Педерастия и трибадизм у животных» в 1900 году Карш впервые привёл естественнонаучное доказательство, что в животном мире присутствует гомосексуальное поведение. За ней последовали другие статьи, среди которых биография «Beurteilung angeblicher oder wirklicher Uranier, Das gleichgeschlechtliche Leben der Kulturvölker — Ostasiaten: Chinesen, Japaner, Koreaner» 1906, «Das gleichgeschlechtliche Leben der Naturvölker» 1911, «Die Homoerotik bei Paul Heyse» 1914 и «Erotische Grossstadtbilder als Kulturphänomene» 1926.
Совместно с Рене Стельтер Карш опубликовал в 1922 и 1923 годаах 12 изданий журнала «Uranos. Blätter für ungeschmälertes Menschentum. Für eigene Weltdeutung! Für fruchttragende Lebenshaltung! Für erfüllte Gesellschaft!».
В 1915 году в возрасте 62 лет Карш закончил преподавательскую деятельность в Сельскохозяйственном институте Берлина. В последние годы жизни он жил как открытый гомосексуалист в Берлине. В 1936 году Карш умер от плеврита.